# Onthophagus infuscatus
Onthophagus infuscatus é uma espécie de inseto do género Onthophagus da família Scarabaeidae da ordem Coleoptera.

## História
Foi descrita cientificamente pela primeira vez no ano de 1845 por Klug.